# Tóxicos (canción)
«Tóxicos» es una canción del dúo puertorriqueño de musica reguetón Jowell & Randy. La pista se lanzó el 18 de agosto de 2020 por Rimas Music como el segundo sencillo oficial del álbum Viva el perreo.

## Antecedentes y composición
Sobre el tema, el dúo comentó «Este es un álbum muy de discoteca de principio a fin, y necesitábamos algo más comercial. Este es un reguetón con clase, del tipo que J Balvin hace tan bien y con el que se siente cómodo». El mismo día de su estrenó se publicó a través de las redes sociales de los artista la portada del sencillo para su promoción.

## Vídeo musical
El video musical se estrenó en el canal de YouTube del dúo el mismo dia de lanzamiento en agosto de 2020. En el clip el dúo están frente a un pequeño grupo de personas en una fiesta privada mientras "entregan una épica celebración llena de energía, luces y mucho baile".

## Posicionamiento en listas
| Listas (2020)                    | Mejor posición |
| -------------------------------- | -------------- |
| Estados Unidos (Hot Latin Songs) | 34             |